# 井箟重慶
井箟 重慶（いのう しげよし、1935年（昭和10年）3月15日 - ）は、日本の実業家。オリックス・ブルーウェーブ（現・オリックス・バファローズ）元球団スペシャルアドバイザー・顧問・代表。関西国際大学名誉教授。

## 経歴
岐阜県瑞浪市出身。少年時代は中日ドラゴンズのファンで、医師の家系だったことから慈恵高校に進学したが、肺を患って医者の道を断念した。上智大学外国語学部卒。1959年丸善石油（現コスモ石油）入社。米国丸善石油→米国コスモ石油副社長を歴任。なお、勤務の傍ら上智大学硬式野球部監督を務め、その後丸善石油の野球部（松山市。現在廃部）にも携わり、古賀正明らをスカウトした。
1989年、一般公募に応募し、オリックス球団常務に就任。1990年から2000年までは球団代表を務める。本拠地を兵庫県西宮市の西宮球場から同県神戸市須磨区の神戸総合運動公園野球場に移転させるなど球団経営に尽力した。1993年まで3年連続で3位と終わりオーナーの宮内義彦に「優勝するために監督を仰木さんに替えよう」と進言し、1994年に仰木彬が監督に就任すると1995年はリーグ優勝、1996年はリーグ優勝・日本一になった。在職中の1998年にドラフト会議で福岡ダイエーホークス志望だった新垣渚を指名するも獲得に失敗、担当スカウトだった三輪田勝利が自殺するという事態に発展したが、井箟は三輪田の自殺を受けての記者会見の席上で「球団に責任があったとは思っていない」と発言し、激しい非難を浴びた。新垣の指名にあたっては周辺の根回しなどダイエー有力という理由で他のスカウトから猛反対を受けていたが、井箟は平井正史投手獲得実績もあり交渉次第で行けると判断し、強行指名したと自身の著書で述べている。
2001年と2002年は球団顧問を務める。
2002年に関西国際大学教授となり、現在は名誉教授。
2005年7月、四国アイランドリーグ顧問となる。
2007年6月、オリックス球団アドバイザー就任し、2011年まで務めた。

## 著書
- 『プロ野球 もうひとつの攻防 「選手vsフロント」の現場』　角川マガジンズ（角川SSC新書）、2013年3月9日初版　ISBN 978-4047315990